# Écharcon
Écharcon és un municipi francès, situat al departament d'Essonne i a la regió de l'Illa de França.
Forma part del cantó de Corbeil-Essonnes, del districte d'Évry i de la Comunitat de comunes de la Val d'Essonne.